# قطران پوست درخت توس

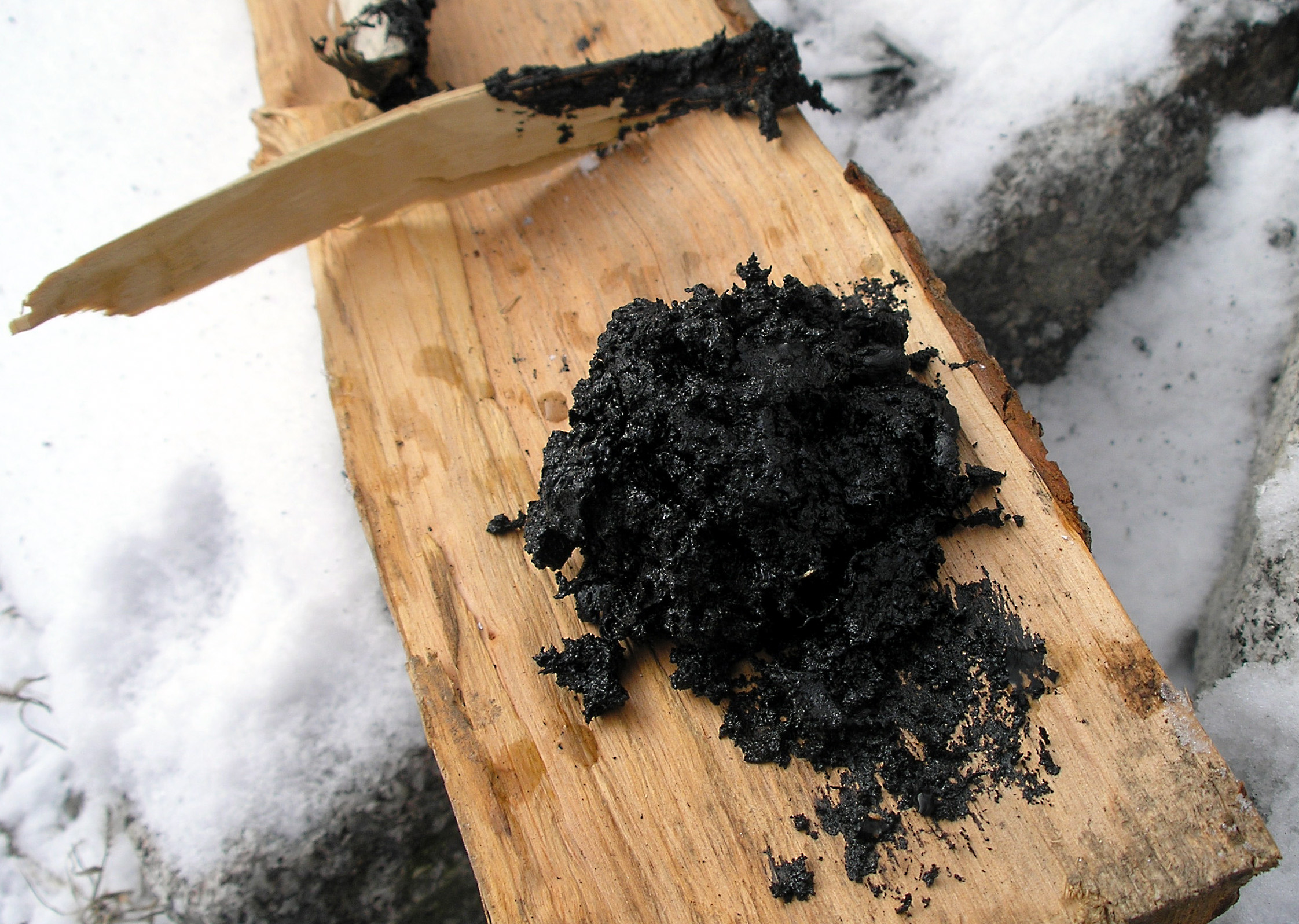
قطران پوست درخت توس

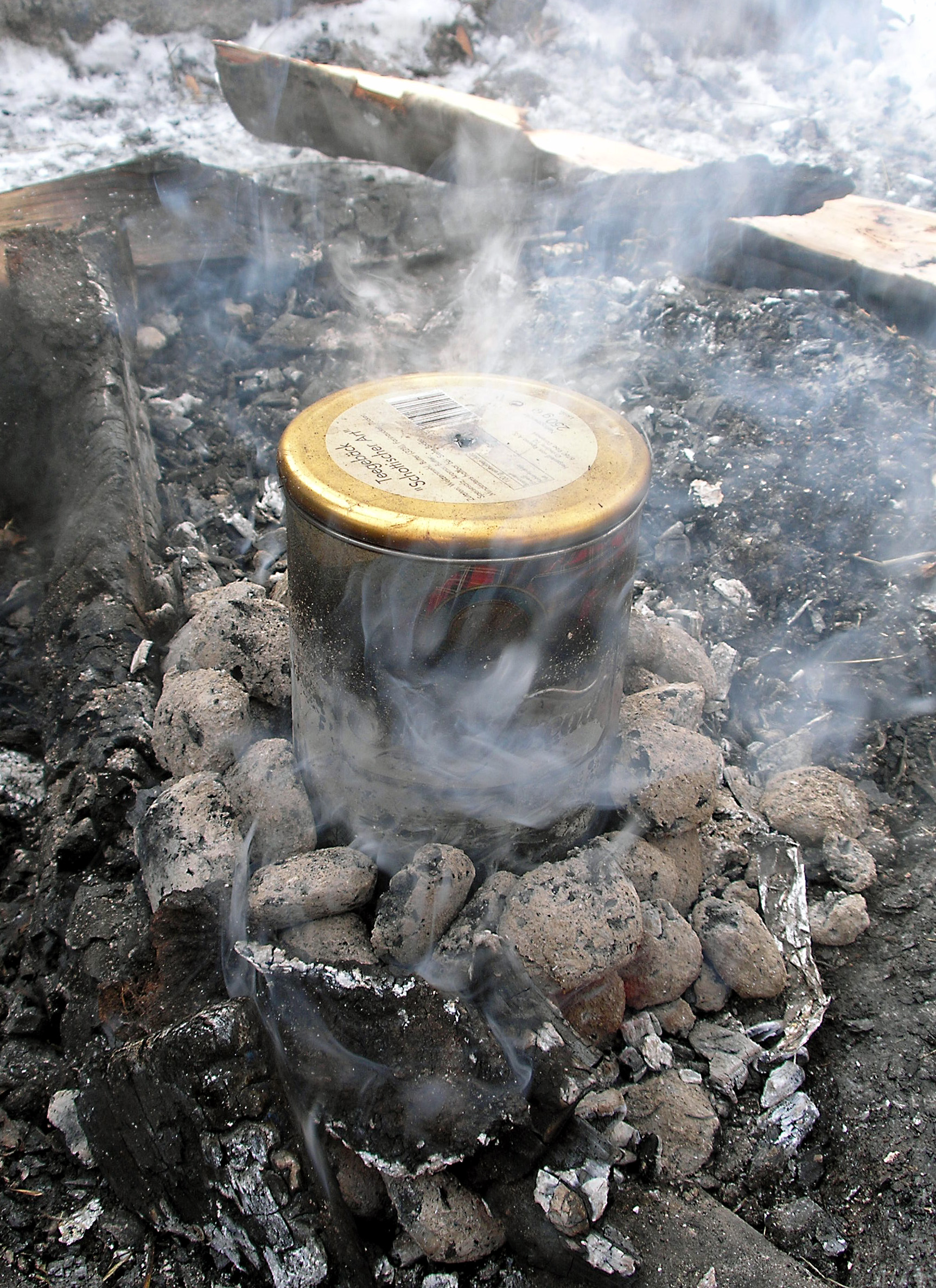
روش مدرن تولید قطران پوست درخت غان در یک گلدان: پوست درخت غان در شرایط بدون هوا گرم می‌شود. محصول نهایی از قیر و خاکستر پوست تشکیل شده است.

قطران پوست درخت توس (انگلیسی: Birch bark tar) (گاهی به آن قیر زیر پوست درخت توس نیز گفته می‌شود) ماده ای است که با تقطیر خشک پوست درخت توس سنتز می‌شود.